# 13th/18th Hussars

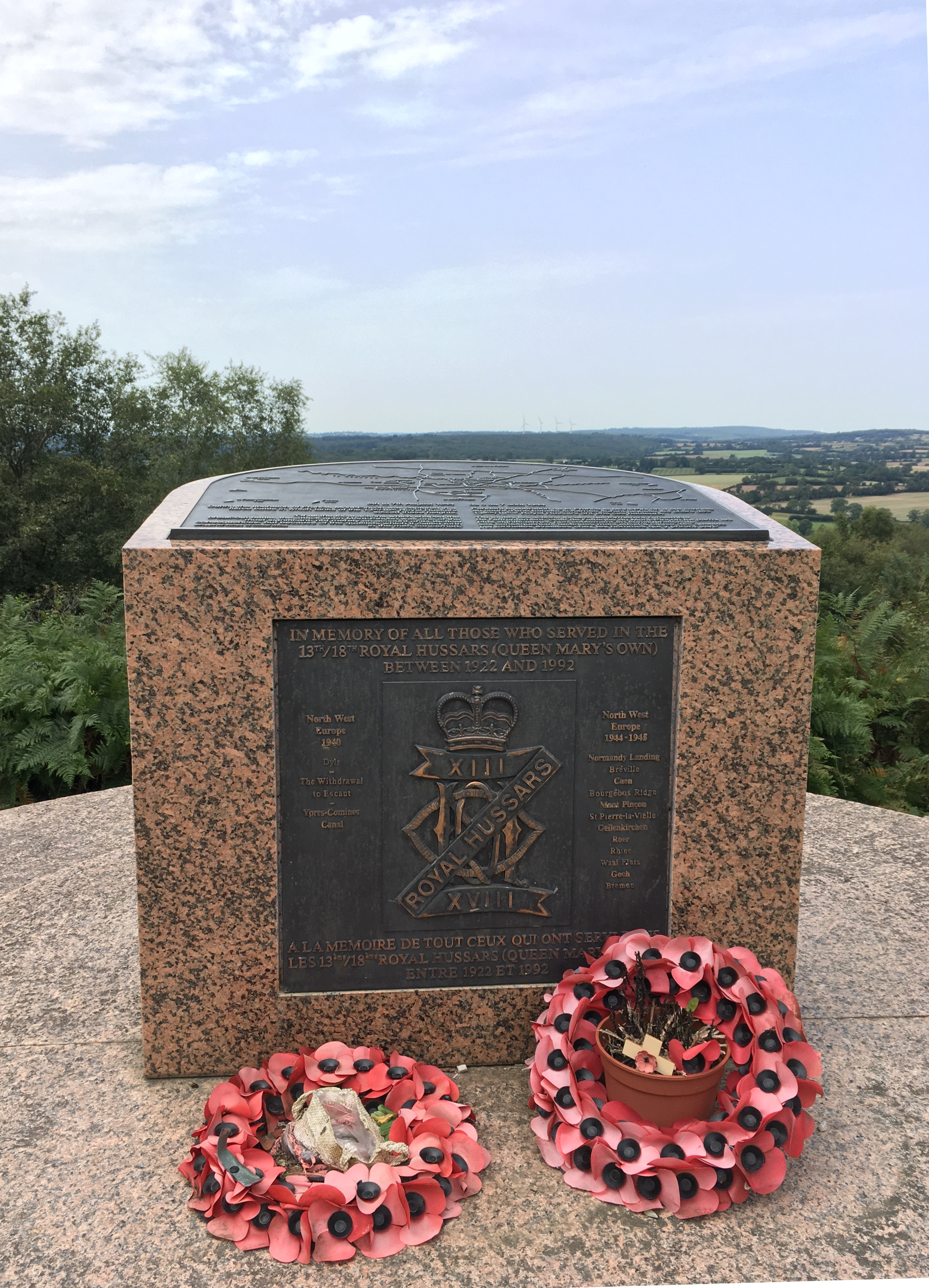
Denkmal für die 13th/18th Royal Hussars auf dem Mont Pinçon in der Normandie

Die 13th/18th Royal Hussars (Queen Mary’s Own) waren ein Kavallerieregiment der britischen Armee, das von 1922 bis 1992 bestand.

## Geschichte
Das Regiment wurde am 9. November 1922 gegründet, durch Verschmelzung der 13th Hussars mit den 18th Royal Hussars (Queen Mary’s Own) und hieß zunächst 13th/18th Hussars. In den 1920er und 1930er Jahren diente das Regiment als Garnison in England, Schottland, Ägypten und Indien. Im Dezember 1935 wurde der Regimentsname zu 13th/18th Royal Hussars (Queen Mary’s Own) ergänzt.
Kurz vor Beginn des Zweiten Weltkriegs wurde das Regiment mit Panzerfahrzeugen ausgerüstet und im April 1939 dem Royal Armoured Corps zugeteilt. Es nahm 1940 als Aufklärungseinheit an der Schlacht um Frankreich teil, bis es aus Dünkirchen evakuiert wurde. Nach der Neuformierung und Ausbildung in Großbritannien kämpfte es als Teil der 8th Armoured Brigade und mit Duplex-Drive-Shermans ausgestattet bei der Landung in der Normandie (1944) und nahm am folgenden Feldzug bis zur Rheinüberquerung (1945) und dem Vorstoß nach Norddeutschland teil.
Nach dem Zweiten Weltkrieg wurde das Regiment in Libyen (1948), Ägypten (1950), Malaya (1950–53 und 1958–61) und Aden (1957–58 und 1967) eingesetzt. Während des Nordirlandkonflikts entsandte es auch Truppen nach Nordirland (1972, 1975, 1977 und 1985) und diente bei den Friedenstruppen der Vereinten Nationen auf Zypern (1979 und 1986).
Am 1. Dezember 1992 wurde das Regiment mit den 15th/19th The King’s Royal Hussars zum Regiment der Light Dragoons verschmolzen. Die Light Dragoons führen die Tradition beider Regimenter bis heute weiter.

## Colonels
Colonel-in-Chief des Regiments waren:
- 1922–1953: Queen Mary
- 1989–1992: Diana, Princess of Wales

Colonel of the Regiment waren:
- 1922–1938: Lieutenant-General Robert Baden-Powell, 1. Baron Baden-Powell
- 1938–1942: Colonel James Jardine Richardson
- 1942–1952: Brigadier John Noel Lumley
- 1952–1959: Major-General Charles Harvey Miller
- 1959–1968: Colonel Vincent Ashforth Blundell Dunkerly
- 1968–1974: Colonel John Roger Cordy-Simpson
- 1974–1979: Major-General Derrick Bruce Wormald
- 1979–1990: Major-General Henry Stuart Ramsay Watson
- 1990–1992: Colonel Robert John William ffrench Blake

## Battle Honours
Das Regiment führte die Battle Honours seiner beiden Vorgängerregimenter weiter. Zusätzlich wurden dem Regiment für Leistungen im Zweiten Weltkrieg folgende Battle Honours verliehen (englische Originalbezeichnungen):
- Dyle
- Withdrawal to the Escaut
- Ypres-Comines Canal
- Normandy Landing
- Breville
- Caen
- Bourguébus Ridge
- Mont Pincon
- St. Pierre La Vielle
- Geilenkirchen
- Roer
- Rhineland
- Waal Flats
- Goch
- Rhine
- Bremen
- North-West Europe 1940
- North-West Europe 1944–45